# Порт-Байрон (Іллінойс)
Порт-Байрон (англ. Port Byron) — селище (англ. village) в США, в окрузі Рок-Айленд штату Іллінойс. Населення — 1668 осіб (2020).

## Географія
Порт-Байрон розташований за координатами 41°37′0″ пн. ш. 90°19′38″ зх. д. / 41.61667° пн. ш. 90.32722° зх. д. (41.616560, -90.327309).  За даними Бюро перепису населення США в 2010 році селище мало площу 6,42 км², уся площа — суходіл.

## Демографія
Згідно з переписом 2010 року, у селищі мешкало 1647 осіб у 680 домогосподарствах у складі 494 родин. Густота населення становила 257 осіб/км².  Було 741 помешкання (115/км²).
Расовий склад населення:
| - 98,1 % — білих - 0,2 % — чорних або афроамериканців - 0,1 % — азіатів |

До двох чи більше рас належало 1,2 %. Частка іспаномовних становила 2,8 % від усіх жителів.
За віковим діапазоном населення розподілялося таким чином: 23,1 % — особи молодші 18 років, 64,8 % — особи у віці 18—64 років, 12,1 % — особи у віці 65 років та старші. Медіана віку мешканця становила 42,2 року. На 100 осіб жіночої статі у селищі припадало 101,8 чоловіків;  на 100 жінок у віці від 18 років та старших — 97,5 чоловіків також старших 18 років.
Середній дохід на одне домашнє господарство  становив 84 149 доларів США (медіана — 74 792), а середній дохід на одну сім'ю — 97 659 доларів (медіана — 84 205). Медіана доходів становила 70 250 доларів для чоловіків та 55 000 доларів для жінок. За межею бідності перебувало 9,4 % осіб, у тому числі 13,0 % дітей у віці до 18 років та 1,2 % осіб у віці 65 років та старших.
Цивільне працевлаштоване населення становило 767 осіб. Основні галузі зайнятості: виробництво — 18,6 %, освіта, охорона здоров'я та соціальна допомога — 16,0 %, транспорт — 11,5 %, роздрібна торгівля — 9,0 %.